# جی‌کیو گرگ
جی‌کیو گرگ یک ستاره است که در صورت فلکی گرگ قرار دارد.